# ラジ関金曜 小山乃里子です
ラジ関金曜小山乃里子です（ラジかんきんよう こやまのりこです）は、ラジオ関西で、毎週金曜日13時～16時に生放送されていたラジオ番組である。歌謡曲、演歌を中心に選曲されている。2007年10月放送開始。開始時より2009年3月までは13時～15時45分までの放送であったが、2009年4月より放送時間が延長された。
ラジオ局側の改編に伴い、2010年3月26日をもって番組の打ち切りが決まった。

## 出演者
- パーソナリティー - 小山乃里子

## 過去の出演者
- アシスタント - 林真一郎（ラジオ関西アナウンサー、2009年3月まで出演）